# Partido dos Doze Pilares para a Paz e Prosperidade
O Partido dos Doze Pilares para a Paz e Prosperidade (TP4) é um partido político das Ilhas Salomão fundado em 30 de maio de por Delma Nori, sendo o primeiro "partido feminino" da história do país. Seu objetivo declarado é "abrir caminho às mobilizações feminina e masculina que acreditam num processo democrático que seja favorável ao gênero". O partido participou das eleições gerais de 2010, visando eleger mulheres para o Parlamento que, na sua legislatura cessante, não continha representantes do sexo feminino. Apela também a uma quota mais equitativa dos recursos do país.
Sua filiação não se restringe às mulheres.